# Scaptomyza chylizosoma
Scaptomyza chylizosoma är en tvåvingeart som först beskrevs av Seguy 1938.  Scaptomyza chylizosoma ingår i släktet Scaptomyza och familjen daggflugor.
Artens utbredningsområde är Kenya. Inga underarter finns listade i Catalogue of Life.